# Nu fröjdas vi med glädje stor
Nu fröjdas vi med glädje stor (tyska: Nun freut euch Gottes Kinder all, latin: Jam Christus astra) är en tysk himmelsfärdspsalm av Erasmus Alberus. Texten översattes till svenska av Laurentius Jonae Gestritius. Till den svenska översättningen, översattes inte vers 9, 10, 11, och 12.

## Publicerad i
- Den svenska psalmboken 1694 som nummer 205 under rubriken "Om Christi Himmelsfärd".
- Den svenska psalmboken 1695 som nummer 177 under rubriken "Om Christi Himmelsfärd".[1]